# 蝉塔山石窟
蝉塔山石窟，位于宁夏回族自治区固原市原州区三营镇张家山村，是中华人民共和国宁夏回族自治区文物保护单位之一。
2010年12月6日，授予宁夏回族自治区文物保护单位，是一座石窟寺及石刻。